# Nogent-sur-Vernisson
Nogent-sur-Vernisson là một xã trong tỉnh Loiret, vùng Centre-Val de Loire bắc trung bộ nước Pháp. Xã này nằm ở khu vực có độ cao từ 109-150 mét trên mực nước biển.
Nogent-sur-Vernisson có Arboretum national des Barres. Xã có nhà thờ thế kỷ 12 St Martin. Xã kết nghĩa với Castleblayney ở hạt Monaghan của Ireland.